# 李クランギ
李 クランギ（李忽蘭吉、? - 1296年）は、モンゴル帝国に仕えた漢人将軍の一人。名は庭玉。弟は李庭望。

## 概要

### モンケ・カアン時代の四川侵攻
李クランギの父の李節はもと金朝に仕えた人物であったが、1235年（乙未）に鞏昌石門山の軍閥であった汪世顕とともにモンゴルに降った。その後、李クランギは皇子コデンの質子（トルカク）とされて四川方面への侵攻に加わり、1241年（辛丑）には功績により管軍総領・兼総帥府知事に任じられた。その後、第4代皇帝としてモンケが即位するとその弟のクビライに東アジアの経略が委ねられ、汪徳臣の推薦を得て李クランギは管軍千戸・都総領に任じられ、汪惟正を利州で補佐することになった。1255年（乙卯）正月には3万の兵を率いて合江大獲山を取り、南宋側では劉都統に利州・沙市を糾合させて反攻を企んだものの、李クランギの設けた伏兵によって劉都統は敗れた。都元帥によってこの功が報告されると、総帥府経歴・兼軍民都弾圧に昇格となった。1256年（丙辰）にはモンケ・カアンより金符を下賜されて千戸・都総領に任じられた。1258年（戊午）、李クランギは先鋒隊として剣門に赴くと、南宋兵が食糧を長寧に運ぼうとしていたため、李クランギは運曲垻で南宋兵を襲って食料を奪取し、将校5人を捕虜とする功績を挙げた。
モンケ・カアン自らによる南宋領四川への親征が始まると、李クランギは兵站の確保を命じられて功績を挙げ、璽書を下賜された。その後、苦竹隘山寨攻めでは守将の楊立を斬り、都統の張寔を捕虜とし、長寧・青居・大獲山・運山・龍州等の城塞を降らせる功績を挙げた。同年11月、大獲山の守臣の楊大淵は一旦降伏しながらも逃れ去ったとの報告があっため、激怒したモンケ・カアンによって城民が皆殺しにされる所であったが、汪徳臣は李クランギを派遣して事の真相を確かめようとした。李クランギが城下に至ると楊大淵は報告に反して城内に留まっており、自らが城外に出ることで異変が起こることを恐れていたのであり、モンゴルに対する叛意はないと李クランギに弁明した。モンケ・カアンは李クランギの報告に喜び、李クランギには葡萄酒を下賜し、楊大淵は侍郎・都元帥の地位を授けたという。
1259年（己未）には怯里馬哥・札胡打・魯都赤・闊闊朮らとともにモンゴル・漢軍2500を率いて重慶を攻略したが、同年6月には汪徳臣が亡くなったため李クランギが殿軍を務めることになった。李クランギは南宋軍と水陸で昼夜に渡って激戦を繰り広げたが、南宋軍の追撃を退けて青居まで撤退した。その後、蒲察都元帥とともに青居に駐屯して城壁の補修や投降の勧告等を行ったため、宗王モゲよりそれまでの功績を踏まえて鞏昌元帥の地位を授けられている。

### 帝位継承戦争
しかし1259年末にモンケ・カアンが陣中で病死するという大事件が起き、別動隊を率いていたクビライと、首都のカラコルムに残留していたアリクブケの間で帝位継承戦争が勃発することになった。中統元年（1260年）には汪徳臣の地位を継いだ汪惟正が青居の李クランギらと合流し、李クランギはクビライ側の派閥に合流するべく、クビライ派の拠点である上都に向かった。この頃、モンケ直属軍を率いるクンドゥカイがアリクブケ派について陝西地方を抑えようとしており、クビライは陝西地方を地盤とする汪良臣及び李クランギにクンドゥカイの撃退を命じた。10月、李クランギは宗王カビチとともにホシューンの地でクンドゥカイ軍と激突し、クンドゥカイを破って関西方面の脅威を取り除く功績を挙げた。中統2年（1261年）6月には帝位継承戦争における功績により鞏昌後元帥の地位を授けられ、金幣・鞍馬・弓矢を下賜されている。9月、クドゥ（火都）が西蕃で叛乱を起こし、汪惟正によって討伐されたものの、怯里馬の地に500名の配下とともに逃げ込んだ。そこで、河西地方に領地を持つ宗王ジビク・テムルと答剌海・察吉里・速木赤ら率いる2千の兵に、李クランギ率いる1千の兵も加わってこれを討伐し、10月にはこれを捕虜とした。中統4年（1263年）、主将の答剌海によって李クランギの功績が報告され、虎符が下賜されることになったが、李クランギはこれを辞退している。また6月には答機なる人物が西蕃で叛乱を起こしたため、好里燕納・汪惟正らが討伐のため派遣されたが、千騎を率いて先行した李クランギが答機を捕らえてしまったという。

### クビライ・カアン時代の四川侵攻
至元元年（1264年）に入覲すると、同僉総帥汪良臣とともに青居を守るよう命じられた。至元3年（1266年）には南宋軍がモンゴル側の大梁平山寨を陥落させ住民等を奪い去ったため、平章サイイド・アジャッルの命を受けた李クランギがこれを追撃し奪われた人々物資を奪い返す功績を挙げている。至元4年（1267年）には閬蓬広安順慶夔府等処蒙古漢軍都元帥参議に、至元6年（1269年）には昭勇大将軍・夔東路招討使に任じられた。この頃、3千の兵を率いて章広平山寨を設立し、屯田を置いて大梁平山に南宋兵が近づけないようにした。
至元10年（1273年）、南宋軍の攻撃によって成都が一時陥落するという事件が起こった。敗戦の責任が問われる中で、李クランギは城壁の備えが足りなかったこと、現地に駐屯する兵は年少の者が多かったことを敗因として分析しこの点を改めるよう上奏している。そこで、李クランギは同年6月に兵を率いて成都に赴いたが、11月には広平山寨に戻り前後7年に渡ってこれを守り抜いた。
至元13年（1276年）には簡州を攻略し、至元14年（1277年）には延安路管軍招討使に任じられた。至元15年（1278年）、トゥクルクが六盤山で乱を起こした際には、李クランギが延安路の兵を率いて別速台・趙炳らとともにこれを討伐し、トゥクルクは武川に敗走した。帰還した李クランギは京兆延安鳳翔三路管軍都尉・兼屯田守衛事の地位を授かっている。同年10月には同知利州宣撫使に改められた後、入覲して四川北道宣慰使の地位を授けられた。至元20年（1283年）には四川南道宣慰使に改められた。至元21年（1284年）には、参政の曲里吉思・僉省の巴八・左丞の汪惟正らとともに五渓洞蛮を攻めた。

### 晩年
至元23年（1286年）、老齢を理由に職を辞して郷里に帰ることを請い、クビライの許しを得て鞏昌に移った。至元26年（1289年）には行省が李の今までの功績を列奏し、これを受けてか至元27年（1290年）には資善大夫・陝西等処行尚書省左丞に任じられた。クビライが亡くなり、成宗テムルが即位してから2年目の元貞2年（1296年）に入覲し資徳大夫・陝西等処行中書省右丞の地位を授けられたが、それから間もなく亡くなっている。